# 三芝区
三芝区（サンジー/さんし-く）は台湾新北市の区。台湾最初の医学博士杜聡明および第8-9代総統の李登輝の出身地でもある。

## 地理
三芝区は新北市北西部に位置し、北は石門区と、西南は淡水区と、東南は金山区および台北市北投区とそれぞれ接し、西北は台湾海峡に面している。

## 歴史
三芝区は古くは平埔族の支族であるケタガラン族の集落ヴァヴイ（豚の意味）社であった。
漢人の居住が開始された時期は不明だが、清の乾隆時代（18世紀中ごろから後半）頃に始まったと考えられている。旧称は「小鶏籠社」であったが、当時の支配者・清朝によって1875年に雅字である「小基隆」と改められた。この呼称は現在でも使用されている。芝蘭三堡に属していたことから、1920年の地方制度実施時に三芝庄と改称された。
2010年に台北県が直轄市の新北市に昇格する際、三芝郷から三芝区に改称された。

## 行政区
| 里 |
| --- |
| 八賢里、埔頭里、古庄里、新庄里、埔坪里、茂長里、横山里、錫板里、後厝里、福徳里、円山里、店子里、興華里 |

## 交通
| 種類 | 名称  | その他 |
| ---- | ----- | ------ |
| 省道 | 台2線 |        |
| 県道 | 101線 |        |

その他、台北捷運淡水駅、台鉄縦貫線基隆駅などからバスが多数出ている。

## 教育
| 区分 | 数 | 名称                                                           |
| ---- | -- | -------------------------------------------------------------- |
| 大学 | 1  | 聖約翰科技大学 馬偕医学院                                      |
| 高中 | -  | -                                                              |
| 高職 | -  | -                                                              |
| 国中 | 1  | 新北市立三芝国民中学                                           |
| 国小 | 3  | 新北市立三芝国民小学 新北市立横山国民小学 新北市立興華国民小学 |

## 観光地
- 浅水湾（中国語版）海浜公園
- 八連渓紅葉谷
- 大屯山
- 源興居（中国語版）（李登輝の生家）
- 桜木花道

## 姉妹都市
台湾福建省金門県金寧郷

## ギャラリー
- 大屯自然公園
- 三芝福成宮（中国語版）
- 根徳水車公園の三連水車
- 三芝の石滬（シーフー）
- 三芝貝殼廟（中国語版）